# Činčilovití
Činčilovití (Chinchillidae) je čeleď hlodavců z podřádu Hystricomorpha (dikobrazočelistných) infrařádu Hystricognathi. Zahrnuje tři rody středně velkých hlodavců s hustou kožešinou, kteří obývají Jižní Ameriku.
Jsou aktivní především za soumraku a za tmy a živí se hlavně rostlinnou potravou. Někteří z nich se chovají jako domácí mazlíčci, ale v přírodě jsou na pokraji vyhynutí.

## Taxonomie
Činčilovití se dělí do tří rodů:
- Chinchilla – činčila – dva druhy obývající Peru, Bolívii, Chile a Argentinu,
- Lagidium – činčila – tři druhy žijící v Peru, Bolívii, Chile a Argentině,
- Lagostomus – viskača – dva druhy obývají Argentinu a Paraguay.

## Popis

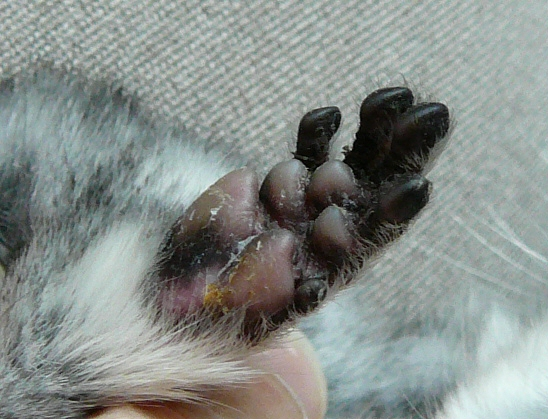
Chodidlo činčily (přední noha)

Činčilovití jsou středně velcí až větší hlodavci. Jejich tělo měří 225–600 mm, ocas 75–400 mm. U rodu Chinchilla jsou samice větší než samci. Všechny druhy mají hustou srst, která je u horských rodů (činčil) jemnější než u rodu viskača (Lagostomus), který žije v nízko položených pampách. Pokožka na nohou je zesílená, vlastní chodidla jsou u většiny druhů holá. Zbarvení jednotlivých rodů se výrazně liší.
Mají útlé tělo. Přední nohy jsou krátké, zadní delší a svalnatější. Na přední noze mají čtyři dlouhé prsty, na zadní mají činčily také čtyři; viskača má 3 prsty opatřené silnými drápy. Činčily mají na zadních nohách tuhé štětiny, které používají k péči o srst. Ocas je vždy ochlupený, zdejší srst je hrubší než na zbytku těla.
Mají velkou hlavu a oči. Uši jsou zvláště u rodu viskača také velké, řídce porostlé srstí. Mají celkem 20 zubů uspořádaných podle zubního vzorce
- 1.0.1.3
- 1.0.1.3

## Způsob života
Zvířata žijí ve vyhrabaných norách nebo ve skalních puklinách nebo štěrbinách. Obvykle běhají, ale často skáčou po zadních nohách. Na zadních také sedí, když konzumují potravu, vyhřívají se nebo se čistí. Jsou aktivní po celý rok. Živí se převážně rostlinnou potravou.
Všechny druhy jsou společenské a sdružují se do rodin nebo i kolonií o stovkách jedinců.
Doba březosti činčilovitých je dlouhá – u menších činčil kolem 110 dní, u větších druhů (rod viskača) 155 dní. Mají jeden až tři vrhy ročně. Mláďata se rodí dobře vyvinutá s otevřenýma očima.
Kvůli své kvalitní kožešině ve velké míře byla (a stále ještě jsou) lovena.